# Droga krajowa B80 (Austria)
Droga krajowa B80 (Lavamünder Straße)  - droga krajowa w Austrii. Arteria zaczyna się na skrzyżowaniu z prowadzącą od Autostrady Południowej drogą B80a i prowadzi w kierunku południowo-wschodnim. Trasa kończy się na dawnym przejściu granicznym ze Słowenią
Droga krajowa B80a (Lippitzbacher Straße) – droga krajowa w regionie Karyntia łącząca autostradę A9 z drogą B80, B81 i Słowenią.